# Marcello Giuggioli
Marcello Giuggioli (Piombino, 14 gennaio 1915 – Porto Rosas, 24 agosto 1937) è stato un militare e aviatore italiano, decorato di Medaglia d'oro al valor militare alla memoria nel corso della guerra civile spagnola.

## Biografia
Nacque a Piombino, provincia di Livorno, il 14 gennaio 1915. Nel 1934 conseguì il diploma di ragioniere presso l'Istituto "Bandini" di Siena, e nel luglio 1935 si arruolò volontario nella Regia Aeronautica come aviere allievo ufficiale di complemento. Ottenne il brevetto di pilota d'aeroplano su Caproni Ca.100 presso il Centro 3ª Zona Aerea Territoriale sull'aeroporto di Centocelle e quello di pilota militare su Fiat BR.2 nel maggio 1936, e un mese dopo fu nominato sottotenente di complemento presso il 9º Stormo Bombardamento Terrestre di stanza sull'aeroporto di Ciampino Nord. Trattenuto in servizio a domanda dal gennaio 1937, fu assegnato all'Aviazione Legionaria e nel luglio dello stesso anno mandato a combattere nella guerra di Spagna. Cadde in combattimento il 24 agosto 1937 presso Porto Rosas, e fu decorato con la medaglia d'oro al valor militare alla memoria.

### Fonti
1. 1 2 3  Combattenti Liberazione.
2. 1 2  Gruppo Medaglie d'Oro al Valor Militare 1965, p. 245.
3. 1 2  Ufficio Storico dell'Aeronautica Militare 1969, p. 87.
4. ↑  Medaglie d'oro al valor militare sul sito della Presidenza della Repubblica